# 徳島県道21号神山鮎喰線
徳島県道21号神山鮎喰線（とくしまけんどう21ごう かみやまあくいせん）は、徳島県名西郡神山町から徳島市に至る県道（主要地方道）である。

## 概要

### 路線データ
- 起点：徳島県名西郡神山町鬼龍野（国道438号交点）
- 終点：徳島県徳島市鮎喰町2丁目（鮎喰町二丁目交差点、国道192号交点）
- 陸上距離：18.504 km[1]

## 歴史
- 1959年（昭和34年）1月31日 - 徳島県道神山国府線、広野鮎喰線として認定。[要出典]
- 1972年（昭和47年）3月10日 - 徳島県道123号神山国府線、徳島県道204号広野鮎喰線として再認定。[要出典]
- 1976年（昭和51年）10月5日 - 123号の一部と204号を統合、徳島県道21号神山鮎喰線として認定。[要出典]
- 1993年（平成5年）5月11日 - 建設省から、県道神山鮎喰線が神山鮎喰線として主要地方道に指定される[2]。
- 2009年（平成21年）10月22日 - 養瀬トンネル開通[要出典]
- 2015年（平成27年）3月 - 神山町内全線2車線化完成[要出典]

## 路線状況
名西郡神山町広野付近に1.5車線程度の狭隘区間が存在したが、2015年（平成27年）3月までにこの区間は2車線に改良された。そのほかの区間は名西郡神山町養瀬の旧道区間を除けば概ね2車線の快走区間になっている。

### 重複区間
- 徳島県道123号神山国府線（名西郡神山町阿野字広野 - 名西郡神山町阿野字南行者野）
- 徳島県道207号鬼籠野国府線（徳島市一宮町西丁 - 徳島市一宮町東丁）

### 道路施設

#### 橋梁
- 養瀬高架橋（延長307 m、名西郡神山町）

#### トンネル
- 養瀬トンネル：延長531 m、2009年（平成21年）竣工、名西郡神山町

## 地理

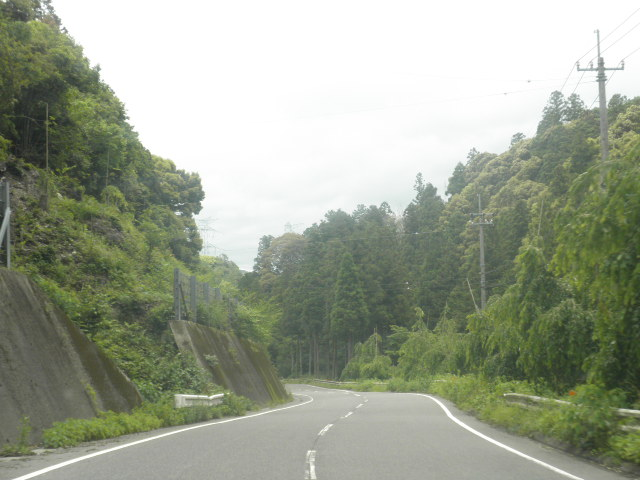
立見峠

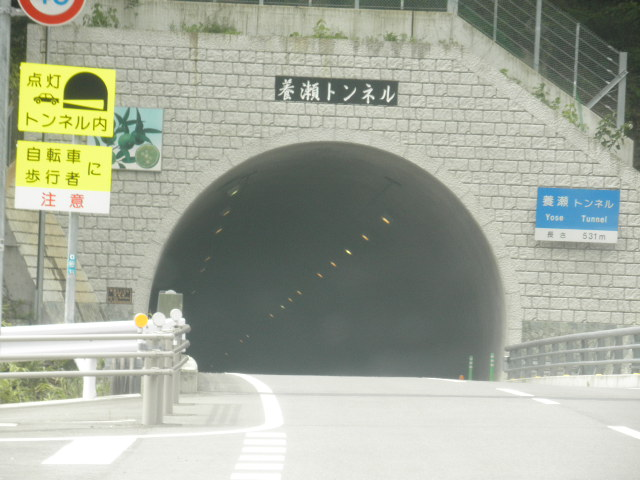
養瀬トンネル

### 通過する自治体
- 名西郡神山町
- 徳島市

### 交差する道路
| 交差する道路                                                     | 市町村名 | 市町村名 | 交差する場所   | 交差する場所              |
| ---------------------------------------------------------------- | -------- | -------- | -------------- | ------------------------- |
| 国道438号 国道439号 重複                                         | 名西郡   | 神山町   | 鬼籠野         | 起点                      |
| 徳島県道207号鬼籠野国府線                                        | 名西郡   | 神山町   | 鬼籠野         |                           |
| 徳島県道124号阿野上線                                            | 名西郡   | 神山町   | 阿野字広野     |                           |
| 徳島県道123号神山国府線 重複区間起点                             | 名西郡   | 神山町   | 阿野字広野     |                           |
| 徳島県道123号神山国府線 重複区間終点                             | 名西郡   | 神山町   | 阿野字南行者野 |                           |
| 徳島県道207号鬼籠野国府線 重複区間起点 徳島県道208号一宮下中筋線 | 徳島市   | 徳島市   | 一宮町西丁     |                           |
| 徳島県道207号鬼籠野国府線 重複区間終点                           | 徳島市   | 徳島市   | 一宮町東丁     |                           |
| 国道192号 国道318号 重複                                         | 徳島市   | 徳島市   | 鮎喰町2丁目    | 鮎喰町二丁目交差点 / 終点 |

### 沿線
- 神山町立広野小学校
- 徳島市入田小学校
- 徳島市入田中学校

### 峠
- 立見峠（標高217 m、名西郡神山町）

## ギャラリー

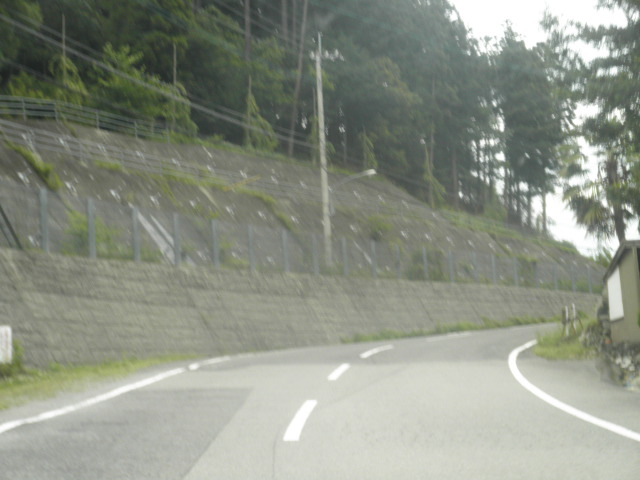
名西郡神山町鬼籠野字川東
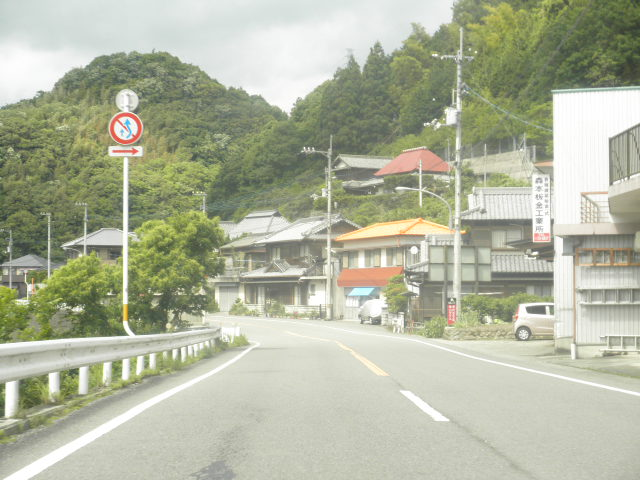
名西郡神山町阿野字河口
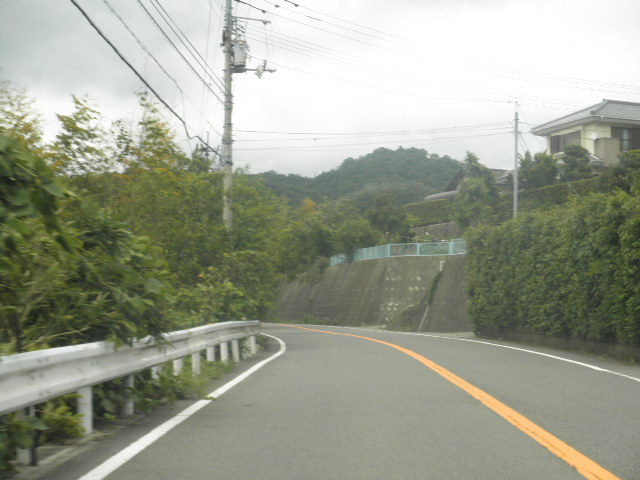
名西郡神山町阿野字南行者野
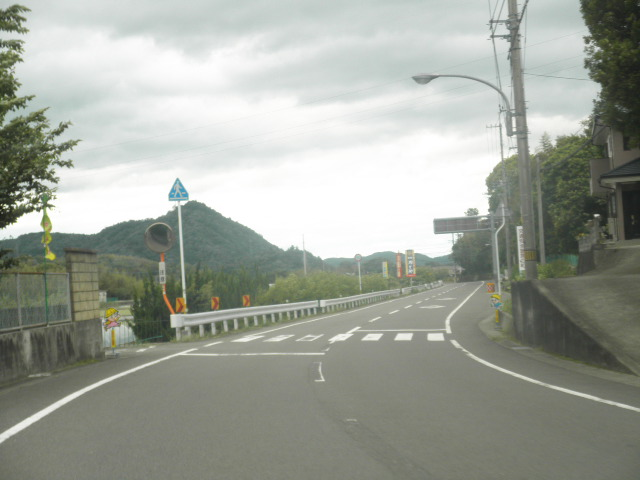
徳島市入田町字大久
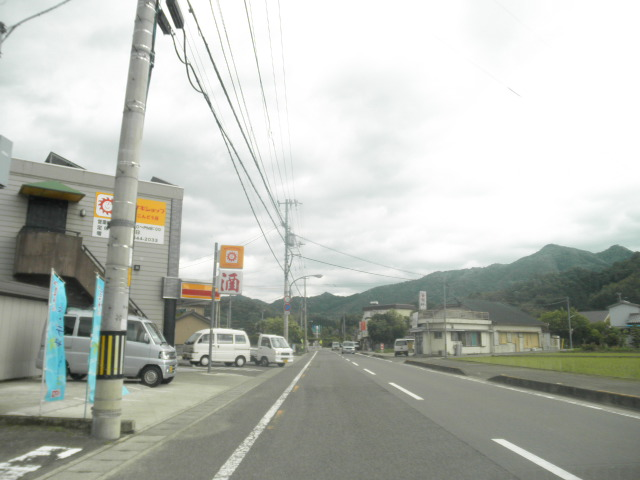
徳島市入田町字春日
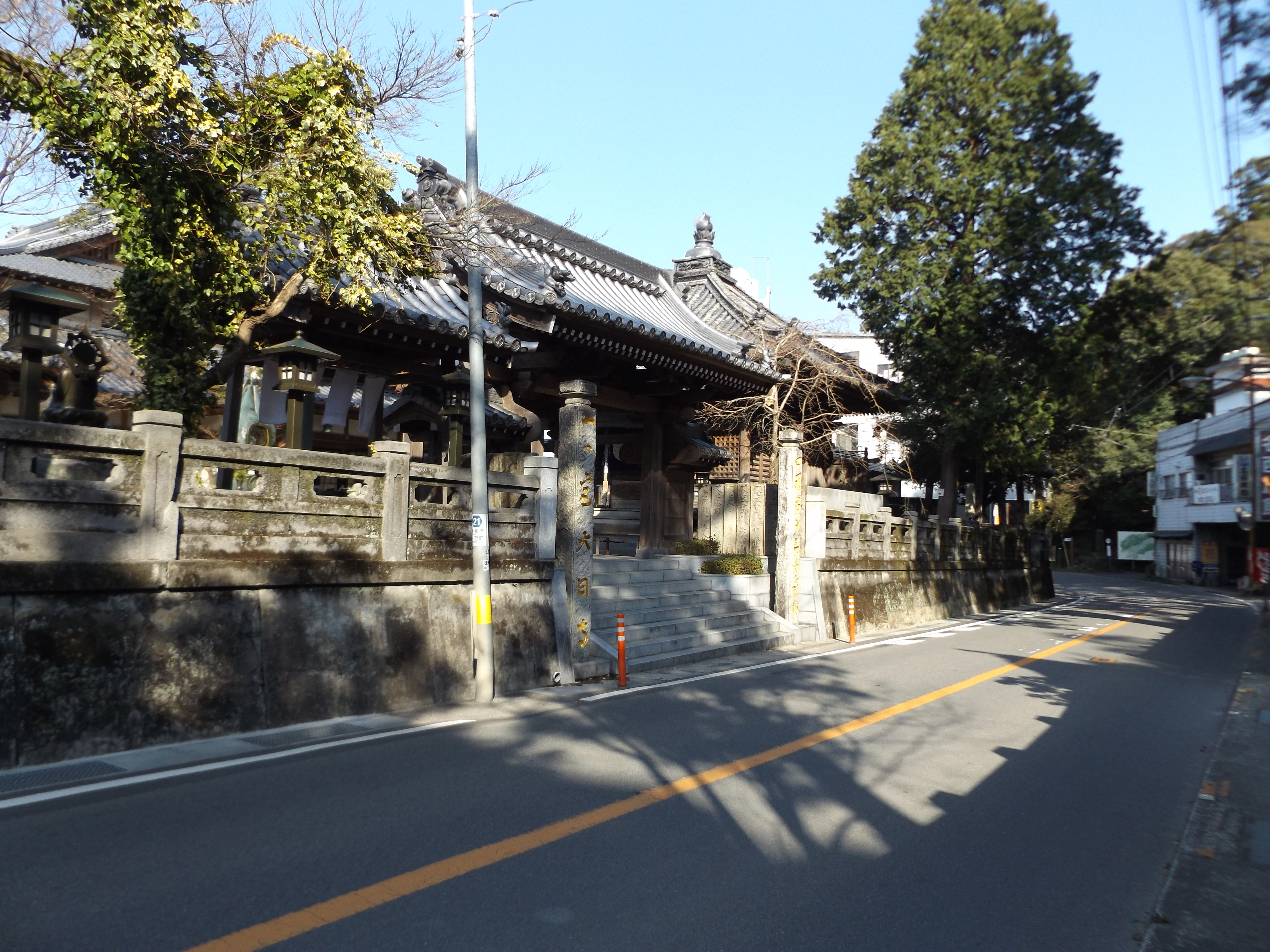
徳島市一宮町、大日寺（第十三番札所）前
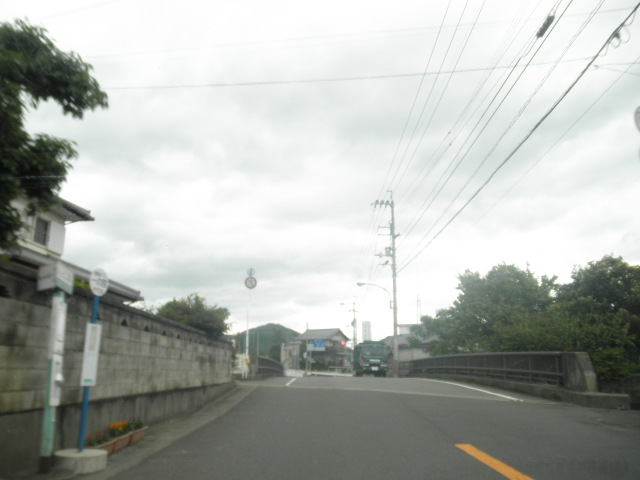
徳島市一宮町字西丁
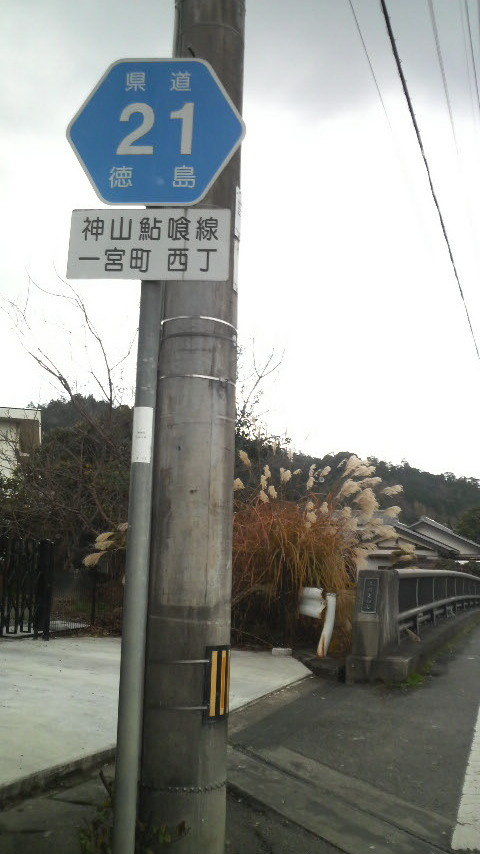
県道標識（徳島市一宮町西丁）